# Monheim
Monheim è una città tedesca di 5 544 abitanti situata nel land della Baviera.